# Rau vảy ốc
Rau vảy ốc hay còn gọi vảy ốc (danh pháp khoa học: Rotala indica) là một loài thực vật có hoa trong họ Lythraceae. Loài này được (Willd.) Koehne miêu tả khoa học đầu tiên năm 1880.

## Hình ảnh

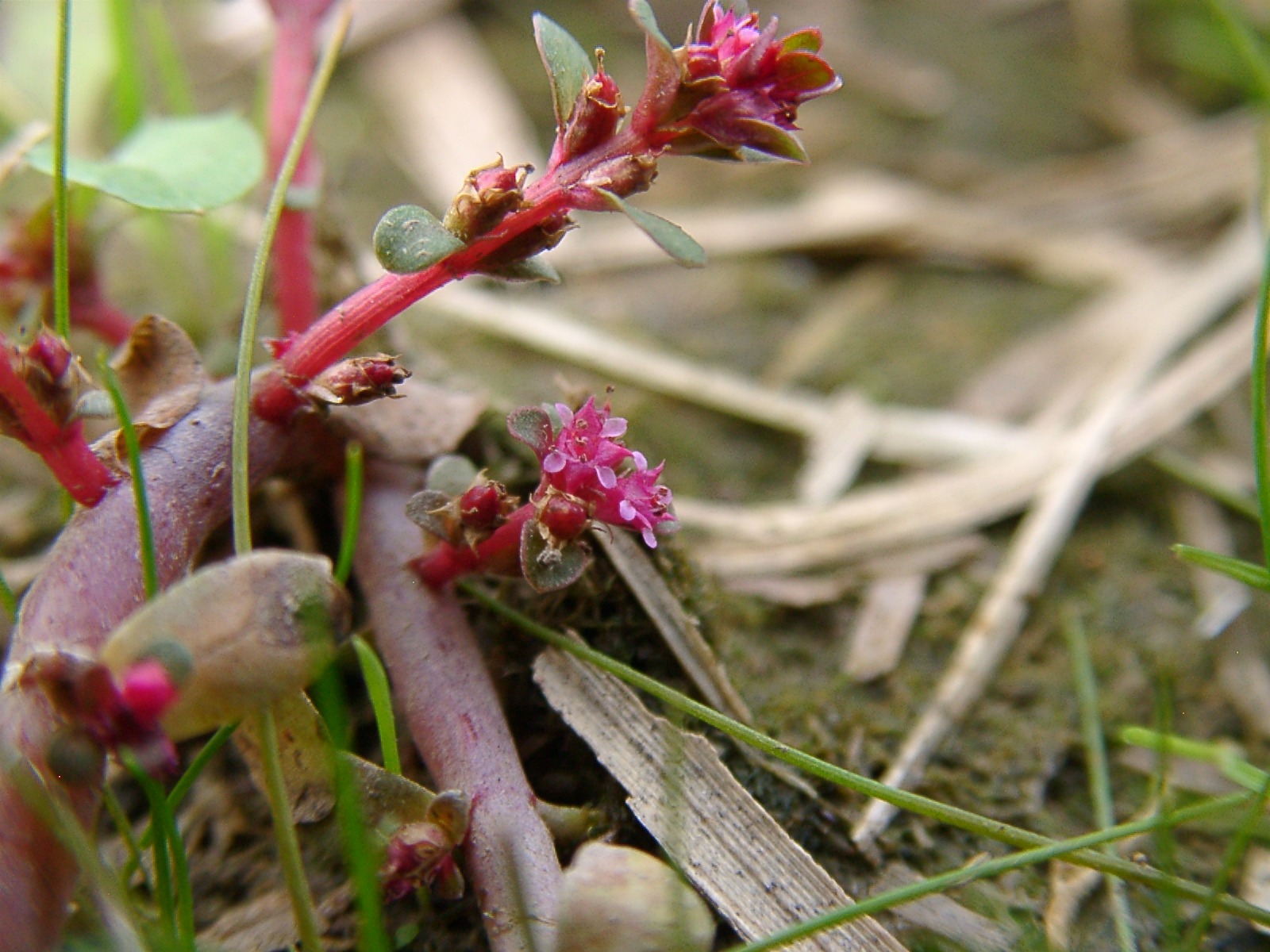
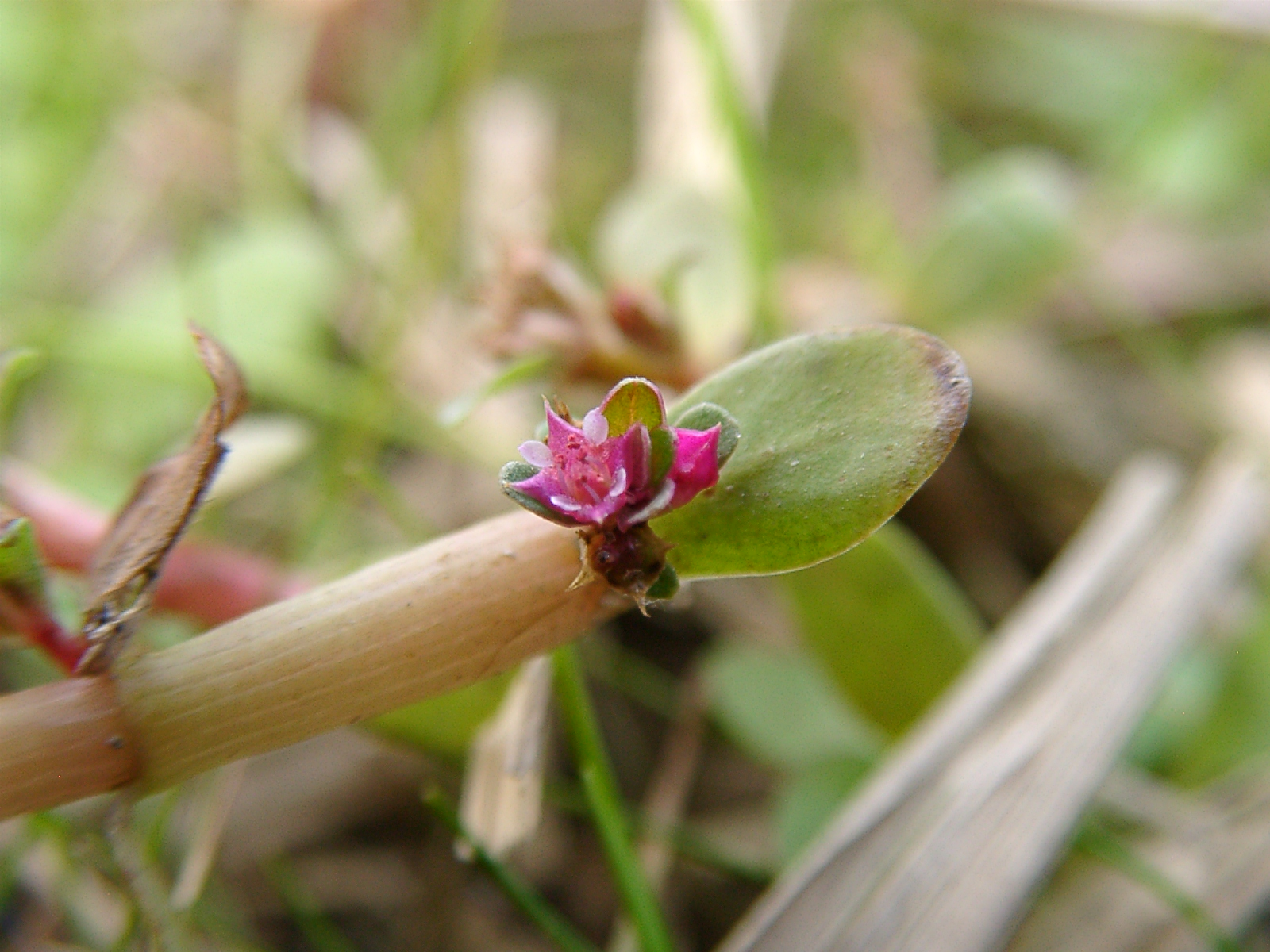
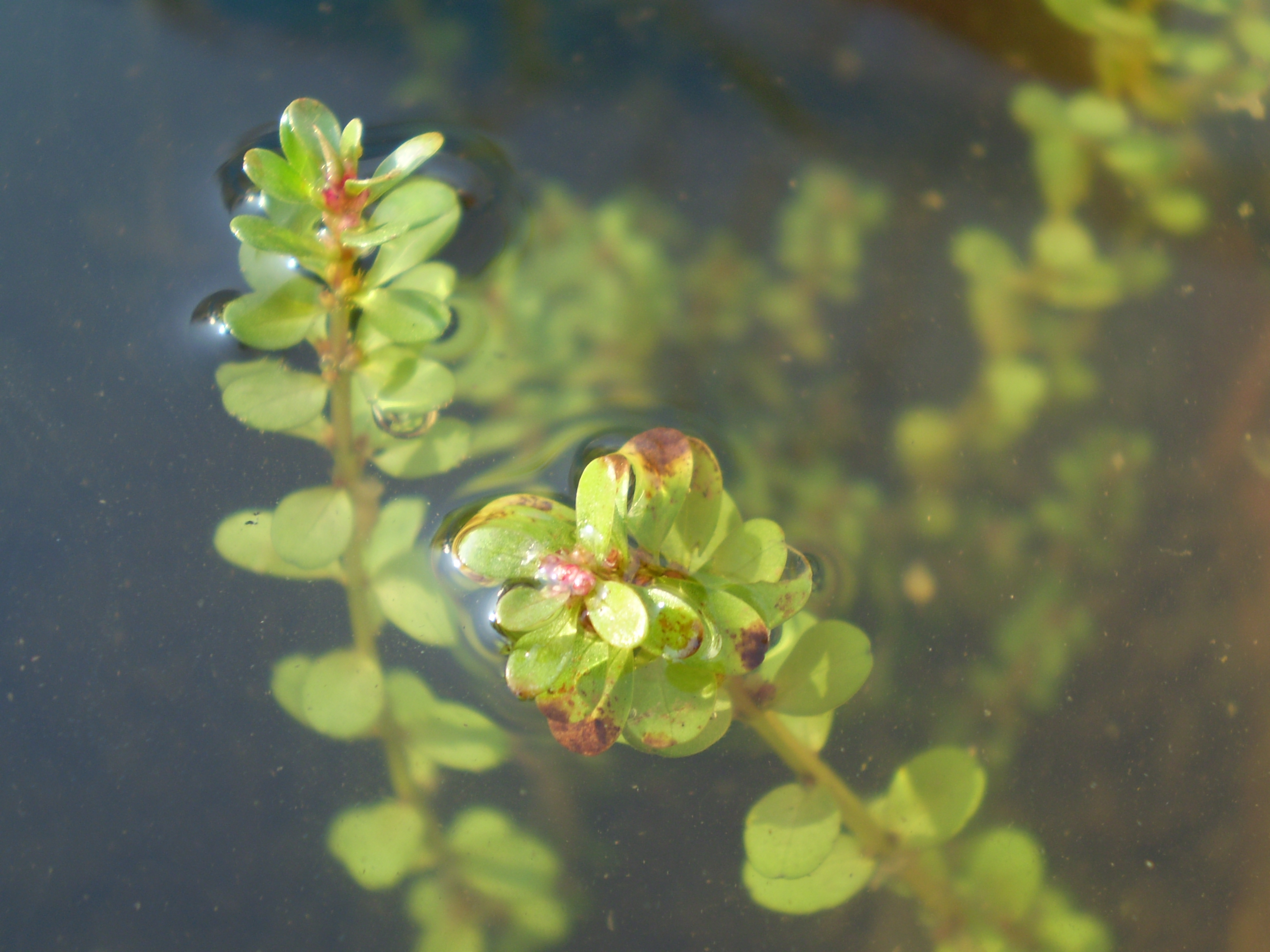